# Paradisier multifil
Seleucidis melanoleucus
Genre
Espèce
Synonymes
- Seleucidis melanoleuca

Statut de conservation UICN

 LC  : Préoccupation mineure
Statut CITES
Le Paradisier multifils (Seleucidis melanoleucus, aussi appelé Paradisea nigricans, Seleucidis nigricans et autres synonymes) est une espèce d'oiseaux de la famille des Paradisaeidae, et la seule espèce du genre Seleucidis.

## Synonymes
- Falcinelle multifil[1]
- Paradisea nigricans Shaw[1],[2]
- Paradisea alba Blum[1].
- Paradisier à douze filets Levaill.[1]
- Promerops à douze filets Vieill[1].
- Manucode à douze filets Vieill[1].
- Falcinellus resplendescens Vieillot / Lesson / Drapiez[1]
- Epimachus albus Wagler[2]
- Promerops à douze filets Vieill[1].
- Seleucides acanthilis Lesson, 1835[2] = Paradisea melanoleuca Daudin, 1800[2]
- Seleucides melanoleucus (Daudin, 1800)[2]

## Distribution
Zone côtière ou riveraine de la Nouvelle-Guinée avec une sous-espèce de part et d’autre de la ligne orogénique.

## Sous-espèces
D'après la classification de référence (version 5.2, 2015) du Congrès ornithologique international, cette espèce est constituée des deux sous-espèces suivantes :
- S. m. melanoleuca  (Daudin, 1800) : île Salawati puis, en taches, du Vogelkop jusque dans la région du port Moresby (rivières Lakekamu et Laloki) dans la moitié sud de la Nouvelle-Guinée avec une incertitude dans le sud-est.
- S. m. auripennis Schlüter, 1911 : nord de la Nouvelle-Guinée, de la rivière Mamberano à la rivière Ramu. Sous-espèce plus petite que la forme nominale notamment dans la longueur du bec. Femelle avec le dessous plus foncé, plus brunâtre et plus lourdement barré.

## Habitat
Le paradisier multifil est confiné aux forêts humides des régions basses le long de la mer, des cours d’eau et des lacs, notamment les mangroves et les forêts alluviales à pandanus et à sagoutiers. Il visite aussi les zones inondées de façon saisonnière où poussent ces palmiers parmi d’autres grands arbres palustres (Gilliard 1969). Il s’est fixé dans les forêts pluviales de plaine (jusqu’à 180 m) notamment dans les forêts marécageuses permanentes ou dans les forêts inondées de façon saisonnière et abritant  des pandanus (Pandanus) et des sagoutiers (Metroxylon) (Frith & Beehler 1998, Frith & Frith2009).

## Alimentation
Les paradisiers multifils visitent les érythrines (Butea monosperma) poussant le long des forêts riveraines pour le nectar de leurs fleurs rouges et les pandanus de Lauterbach (Pandanus lauterbachii) pour leurs gros fruits jaunes (Frith & Frith 2010). L’alimentation se compose de fruits (notamment de Pandanus), de petits animaux (surtout des arthropodes mais aussi des grenouilles et des lézards) et de nectar de fleurs. La proportion de nourriture frugivore et animale semble similaire (Frith & Frith 2009, Ottaviani 2012).

## Mœurs
Les mâles en plumage complet sont rares et particulièrement prudents, gardant souvent le couvert végétal d’arbres assez bas et denses, parfois en groupes de trois ou quatre et même associés à d’autres espèces insectivores. Le vol, rapide et gracieux, produit un bruissement d’ailes caractéristique portant loin. Les jeunes, plus erratiques, semblent dépasser largement les limites de l’habitat typique de l’espèce (Gilliard 1969). Dans sa recherche de nourriture, il adopte un comportement acrobatique, parfois la tête en bas, pour sonder les cavités des branches. Il se joint occasionnellement à des groupes mixtes incluant d’autres paradisiers et des pitohuis (Frith & Frith 2009).

## Parade nuptiale
La parade est exécutée au sommet d’un baliveau et comporte une danse, un attouchement des becs, une exhibition de la bouche du mâle et des postures complexes avec une phase tactile unique, l’effleurement par les brins. Quand une femelle vient se poser au sommet du baliveau, le mâle gonfle son plumage en s’approchant d’elle et lui donne de petits coups de bec pour tenter de la faire se percher en dessous de lui. Il la poursuit le long du baliveau dans un déplacement particulièrement saccadé. Si la femelle s’envole pour se poser au sommet, il la rejoint et se remet à la picorer. Il gonfle son plastron dans un mouvement pulsatile et exhibe ses cuisses roses et nues. Ce jeu du chat et de la souris peut être répété six fois ou plus. Le frôlement par les brins est pratiqué par le mâle quand la femelle se perche au-dessous de lui. I grimpe en tournant autour du baliveau en effleurant sa tête à plusieurs reprises. L’accouplement a lieu après de nombreuses poursuites de long du baliveau avec ou sans effleurement, la femelle sollicitant la copulation en faisant frémir ses rémiges. Si cette phase tactile avec effleurement par les brins est effectivement unique parmi les paradisiers, il convient de souligner que le paradisier grand-émeraude Paradisaea apoda, un genre proche, effleure la femelle du bout de ses rémiges puis lui donne de véritables coups d’ailes à mesure que monte l’excitation (Frith & Frith 2009, Ottaviani 2012).

## Nidification
Le nid consiste en une coupe essentiellement confectionnée de lambeaux d’écorce et de palmes de pandanus et, secondairement, de feuilles, de sarments de vignes et de tiges d’orchidées. Il est placé à environ 3 m de hauteur, à la base des grosses feuilles palmées des pandanus et des sagoutiers (Gilliard 1969)

## Statut
L’espèce n’est pas considérée comme globalement menacée mais son statut est méconnu en raison de son habitat généralement peu accessible. Elle semble commune localement (province de Sepik Ouest dans le nord de la Nouvelle-Guinée) puis franchement rare dans d’autres localités (Frith & Frith 2009). BirdLife International (2011) la qualifie de « préoccupation mineure » car elle vit sur un vaste territoire et présente des effectifs stables sans menace notable.